# Dorothy McCoy
 Dorothy McCoy (* 9. August 1903 in Oklahoma-Territorium, Vereinigte Staaten; † 21. November 2001) war eine US-amerikanische Mathematikerin und Hochschullehrerin. Sie promovierte 1929 als erste Frau an der University of Iowa in Mathematik.

## Leben und Werk
McCoy erhielt einen Bachelor-Abschluss an der Baylor University in Texas mit Auszeichnung und promovierte 1929 in Mathematik an der University of Iowa bei Edward Wilson Chittenden. Der Titel ihrer Dissertation lautete: The Complete Existential Theory of Eight Fundamental Properties of Topological Spaces. Sie unterrichtete zwanzig Jahre am Belhaven College in Mississippi und wurde 1949 Professorin für Mathematik am Wayland Baptist College. Sie führte ihr Mathematikstudium in den Sommermonaten an der University of Chicago, der Columbia University, der Vanderbilt University und der University of Colorado fort. 1954 erhielt sie ein Fulbright-Stipendium, um am College of Arts and Sciences der Universität des Irak in Bagdad zu unterrichten. Sie bereiste mehrere europäische Länder und spätere Reisen führten sie nach Südamerika, Afrika und Indonesien. Sie besuchte mehr als 60 Länder, davon einige als Gastprofessorin. Sie arbeitete auch mehrere Sommer am Raketenprogramm der Regierung in Cape Canaveral und an den Aberdeen Proving Grounds und unterrichtete Mathematik an der Universität von Hawaii, der University of New Mexico,  der Baylor University, der Northwestern Oklahoma State University und der Texas Tech University. 1975 zog sie sich mit dem Titel Distinguished Professor Emeritus of Mathematics aus dem Wayland Baptist College zurück.  1980 starteten am Wayland Baptist College die Dorothy McCoy Lecture Series. 1982 erhielt sie den ersten Distinguished Service to Students Award und 1999 den ersten Distinguished Lifetime Service Alumni Award.